# Tiro ai Giochi della XXXI Olimpiade - Carabina 10 metri aria compressa maschile
La gara di carabina 10 metri aria compressa dei Giochi della XXXI Olimpiade si è svolta l'8 agosto 2016 presso il Centro Nacional de Tiro, con la partecipazione di 50 atleti.

## Formato
L'evento si  è articolato in due fasi: un turno di qualificazione e la finale. Nella qualificazione, ogni atleta spara 40 colpi; in ognuno di essi il punteggio varia da 0 a 10, con incrementi di 1, a seconda della distanza dal centro del bersaglio. I primi 8 tiratori accedono alla finale, dove ogni atleta spara 20 colpi addizionali, il cui punteggio ha un incremento di 0,1, con un massimo di 10,9.

## Record
Prima della competizione, i record olimpici e mondiali erano i seguenti:
| Qualificazione  | Qualificazione                                            | Qualificazione                                            | Qualificazione                                            | Qualificazione                                            |
| --------------- | --------------------------------------------------------- | --------------------------------------------------------- | --------------------------------------------------------- | --------------------------------------------------------- |
| Record mondiale | Peter Sidi                                                | 633,5                                                     | Monaco, Germania                                          | 25 maggio 2013                                            |
| Record olimpico | Regole modificate dall'ISSF a partire dal 1º gennaio 2013 | Regole modificate dall'ISSF a partire dal 1º gennaio 2013 | Regole modificate dall'ISSF a partire dal 1º gennaio 2013 | Regole modificate dall'ISSF a partire dal 1º gennaio 2013 |
| Finale          |                                                           |                                                           |                                                           |                                                           |
| Record mondiale | Qian Xuechao                                              | 210,6                                                     | Monaco, Germania                                          | 21 maggio 2016                                            |
| Record olimpico | Regole modificate dall'ISSF a partire dal 1º gennaio 2013 | Regole modificate dall'ISSF a partire dal 1º gennaio 2013 | Regole modificate dall'ISSF a partire dal 1º gennaio 2013 | Regole modificate dall'ISSF a partire dal 1º gennaio 2013 |

## Programma
| Data     | Ora (BRT/UTC-3) | Turno          |
| -------- | --------------- | -------------- |
| 8 agosto | 9:00            | Qualificazioni |
| 8 agosto | 12:00           | Finale         |

## Turno di qualificazione
| Pos. | Atleta               | Nazione       | 1     | 2     | 3     | 4     | 5     | 6     | Totale | Note |
| ---- | -------------------- | ------------- | ----- | ----- | ----- | ----- | ----- | ----- | ------ | ---- |
| 1    | Niccolò Campriani    | Italia        | 104.1 | 105.2 | 104.5 | 105.4 | 105.8 | 105.2 | 630.2  | Q    |
| 2    | Vladimir Maslennikov | Russia        | 105.3 | 103.7 | 105.4 | 105.2 | 103.9 | 105.5 | 629.0  | Q    |
| 3    | Petar Gorša          | Croazia       | 104.7 | 105.0 | 104.8 | 104.7 | 104.7 | 104.1 | 628.0  | Q    |
| 4    | Serhij Kuliš         | Ucraina       | 103.4 | 104.7 | 103.5 | 106.4 | 104.0 | 105.0 | 627.0  | Q    |
| 5    | Oleh Tsarkov         | Ucraina       | 102.9 | 105.5 | 103.9 | 105.1 | 104.0 | 104.8 | 626.2  | Q    |
| 6    | Péter Sidi           | Ungheria      | 103.8 | 104.5 | 104.5 | 105.4 | 102.1 | 105.6 | 625.9  | Q    |
| 7    | Abhinav Bindra       | India         | 104.3 | 104.4 | 105.9 | 103.8 | 102.1 | 105.2 | 625.7  | Q    |
| 8    | Illia Charheika      | Bielorussia   | 105.2 | 104.5 | 104.9 | 103.2 | 103.1 | 104.6 | 625.5  | Q    |
| 9    | Cao Yifei            | Cina          | 104.1 | 104.4 | 104.7 | 104.3 | 104.4 | 103.6 | 625.5  |      |
| 10   | Are Hansen           | Norvegia      | 101.5 | 104.5 | 103.8 | 103.9 | 105.1 | 105.6 | 624.4  |      |
| 11   | Kim Hyeon-jun        | Corea del Sud | 103.1 | 104.0 | 104.9 | 106.0 | 104.4 | 102.0 | 624.4  |      |
| 12   | Milutin Stefanović   | Serbia        | 104.1 | 104.8 | 103.2 | 103.7 | 104.0 | 104.5 | 624.3  |      |
| 13   | István Péni          | Ungheria      | 104.5 | 104.5 | 103.1 | 106.0 | 102.0 | 103.9 | 624.0  |      |
| 14   | Sergey Richter       | Israele       | 103.8 | 102.4 | 105.1 | 103.7 | 104.7 | 104.1 | 623.8  |      |
| 15   | Alexander Schmirl    | Austria       | 104.5 | 104.9 | 104.1 | 104.1 | 103.8 | 102.3 | 623.7  |      |
| 16   | Sergej Kamenskij     | Russia        | 103.7 | 104.2 | 104.5 | 104.0 | 104.4 | 102.4 | 623.2  |      |
| 17   | Vitali Bubnovich     | Bielorussia   | 101.9 | 104.2 | 102.6 | 103.9 | 106.1 | 104.2 | 622.9  |      |
| 18   | Julian Justus        | Germania      | 103.1 | 104.5 | 103.8 | 103.3 | 103.4 | 104.7 | 622.8  |      |
| 19   | Alin Moldoveanu      | Romania       | 102.3 | 103.3 | 104.6 | 104.1 | 105.0 | 103.4 | 622.7  |      |
| 20   | Naoya Okada          | Giappone      | 104.7 | 105.2 | 100.7 | 104.0 | 103.8 | 104.2 | 622.6  |      |
| 21   | Lucas Kozeniesky     | Stati Uniti   | 104.1 | 103.9 | 103.3 | 104.1 | 103.3 | 103.6 | 622.3  |      |
| 22   | Pouria Norouzian     | Iran          | 102.8 | 103.5 | 104.1 | 103.6 | 103.9 | 104.3 | 622.2  |      |
| 23   | Gagan Narang         | India         | 105.3 | 104.5 | 102.1 | 103.4 | 101.6 | 104.8 | 621.7  |      |
| 24   | Hrachik Babayan      | Armenia       | 103.7 | 102.1 | 104.0 | 105.5 | 104.3 | 101.9 | 621.5  |      |
| 25   | Abdullah Hel Baki    | Bangladesh    | 103.8 | 104.0 | 105.4 | 103.6 | 100.6 | 103.8 | 621.2  |      |
| 26   | Valérian Sauveplane  | Francia       | 102.6 | 104.2 | 104.2 | 102.4 | 103.6 | 104.1 | 621.1  |      |
| 27   | Jorge Díaz           | Spagna        | 103.3 | 102.4 | 103.2 | 104.3 | 104.3 | 103.4 | 620.9  |      |
| 28   | Vadim Skorovarov     | Uzbekistan    | 102.9 | 102.6 | 105.3 | 102.4 | 104.5 | 103.2 | 620.9  |      |
| 29   | Michael Janker       | Germania      | 101.0 | 103.7 | 104.5 | 104.4 | 104.0 | 103.2 | 620.8  |      |
| 30   | Marco De Nicolo      | Italia        | 105.0 | 103.0 | 102.9 | 102.9 | 102.1 | 104.6 | 620.5  |      |
| 31   | Yang Haoran          | Cina          | 101.6 | 103.3 | 103.9 | 104.0 | 103.9 | 103.8 | 620.5  |      |
| 32   | Gernot Rumpler       | Austria       | 103.7 | 102.6 | 101.2 | 104.6 | 103.8 | 104.5 | 620.4  |      |
| 33   | Milenko Sebić        | Serbia        | 102.7 | 104.3 | 104.6 | 103.3 | 101.5 | 103.6 | 620.0  |      |
| 34   | Daniel Lowe          | Stati Uniti   | 102.5 | 105.0 | 104.0 | 104.4 | 102.0 | 102.1 | 620.0  |      |
| 35   | Filip Nepejchal      | Rep. Ceca     | 104.0 | 104.9 | 104.3 | 103.1 | 101.4 | 102.2 | 619.9  |      |
| 36   | Toshikazu Yamashita  | Giappone      | 103.8 | 104.6 | 102.7 | 104.7 | 100.1 | 103.6 | 619.5  |      |
| 37   | Dane Sampson         | Australia     | 101.2 | 103.9 | 103.4 | 103.1 | 104.2 | 103.5 | 619.3  |      |
| 38   | Jérémy Monnier       | Francia       | 103.5 | 103.5 | 102.7 | 102.0 | 103.3 | 103.5 | 618.5  |      |
| 39   | Hamada Talat         | Egitto        | 102.4 | 103.7 | 102.7 | 103.4 | 103.0 | 103.0 | 618.2  |      |
| 40   | Ole Kristian Bryhn   | Norvegia      | 103.1 | 103.3 | 103.4 | 102.9 | 103.0 | 102.2 | 617.9  |      |
| 41   | Napis Tortungpanich  | Thailandia    | 103.7 | 102.0 | 102.0 | 103.3 | 104.4 | 102.0 | 617.4  |      |
| 42   | Anton Rizov          | Bulgaria      | 103.0 | 102.0 | 103.9 | 102.2 | 101.3 | 104.9 | 617.3  |      |
| 43   | Jung Ji-geun         | Corea del Sud | 104.3 | 104.2 | 102.8 | 97.2  | 104.4 | 103.8 | 616.7  |      |
| 44   | Yuriy Yurkov         | Kazakistan    | 101.3 | 102.4 | 104.1 | 101.6 | 102.9 | 103.0 | 615.3  |      |
| 45   | Julio Iemma          | Venezuela     | 101.7 | 102.5 | 101.3 | 99.9  | 104.2 | 103.1 | 612.7  |      |
| 46   | Jack Rossiter        | Australia     | 100.2 | 99.9  | 103.1 | 102.4 | 103.8 | 103.0 | 612.4  |      |
| 47   | Chafik Bouaoud       | Algeria       | 100.4 | 101.2 | 103.0 | 101.6 | 104.2 | 101.7 | 612.1  |      |
| 48   | Reinier Estpinan     | Cuba          | 101.9 | 101.2 | 100.6 | 102.4 | 101.2 | 102.7 | 610.0  |      |
| 49   | Alexander Molerio    | Cuba          | 99.2  | 101.3 | 102.6 | 99.2  | 101.8 | 103.1 | 607.2  |      |
| 50   | Mangala Samarakoon   | Sri Lanka     | 97.1  | 100.9 | 97.7  | 99.1  | 98.1  | 96.7  | 589.6  |      |

## Finale
| Pos. | Atleta               | 1    | 2    | 3    | 4    | 5    | 6    | 7    | 8    | 9    | Finale | Nota            |
| ---- | -------------------- | ---- | ---- | ---- | ---- | ---- | ---- | ---- | ---- | ---- | ------ | --------------- |
|      | Niccolò Campriani    | 30.3 | 31.0 | 20.7 | 20.7 | 20.0 | 20.8 | 21.0 | 20.3 | 21.3 | 206.1  | Record olimpico |
|      | Serhij Kuliš         | 30.8 | 30.0 | 21.3 | 21.0 | 21.2 | 19.6 | 19.9 | 20.6 | 20.2 | 204.6  |                 |
|      | Vladimir Maslennikov | 29.9 | 31.7 | 20.4 | 20.9 | 20.7 | 20.5 | 20.0 | 20.1 | N.D. | 184.2  |                 |
| 4    | Abhinav Bindra       | 29.9 | 30.2 | 21.1 | 21.5 | 20.8 | 20.2 | 20.1 | N.D. | N.D. | 163.8  |                 |
| 5    | Péter Sidi           | 30.8 | 30.9 | 18.8 | 20.9 | 20.7 | 20.6 | N.D. | N.D. | N.D. | 142.7  |                 |
| 6    | Illia Charheika      | 29.6 | 30.8 | 20.2 | 20.5 | 20.5 | N.D. | N.D. | N.D. | N.D. | 121.6  |                 |
| 7    | Petar Gorša          | 30.3 | 30.7 | 19.7 | 20.3 | N.D. | N.D. | N.D. | N.D. | N.D. | 101.0  |                 |
| 8    | Oleh Tsarkov         | 27.5 | 32.0 | 20.2 | N.D. | N.D. | N.D. | N.D. | N.D. | N.D. | 79.7   |                 |